# RuleML
RuleML és una iniciativa global, liderada per una organització sense ànim de lucre RuleML Inc., que es dedica a avançar en activitats de recerca i disseny d'estàndards de la indústria en l'àrea tècnica de regles que són semàntiques i altament interoperables. El disseny dels estàndards pren la forma principalment d'un llenguatge de marques, també conegut com RuleML. Les activitats de recerca inclouen una conferència anual de recerca, el RuleML Symposium, també conegut com RuleML per abreujar-se. Fundat a la tardor de 2000 per Harold Boley, Benjamin Grosof i Said Tabet, RuleML es va dedicar originalment exclusivament al disseny d'estàndards, però després es va ramificar ràpidament a les activitats relacionades de coordinar la investigació i organitzar una conferència anual de recerca a partir del 2002. La M de RuleML de vegades s'interpreta com a significat de marcatge i modelatge. El llenguatge de marques es va desenvolupar per expressar regles tant cap endavant (de baix a dalt) com enrere (de dalt a baix) en XML per a la deducció, la reescriptura i altres tasques de transformació inferencial. Està definit per la Rule Markup Initiative, una xarxa oberta d'individus i grups tant de la indústria com de l'acadèmia que es va formar per desenvolupar un llenguatge web canònic per a regles utilitzant el marcatge XML i transformacions des i cap a altres estàndards/sistemes de regles.
Els estàndards de marcatge i les iniciatives relacionades amb RuleML inclouen:
- Format d'intercanvi de regles (RIF): el disseny i el propòsit general de l'estàndard de la indústria del format d'intercanvi de regles (RIF) del W3C es basa principalment en el disseny dels estàndards de la indústria RuleML. Igual que RuleML, RIF inclou una multiplicitat de dialectes de regles potencialment útils que, tanmateix, comparteixen característiques comunes.
- Comitè tècnic de RuleML d'Oasis-Open: un esforç d'estàndards de la indústria dedicat a l'automatització legal que utilitza RuleML.
- Semàntic Web Rule Language (SWRL): un disseny d'estàndards de la indústria, basat principalment en una versió primerenca de RuleML, el desenvolupament de la qual va ser finançat en part pel programa de recerca DARPA Agent Markup Language (DAML).
- Semàntic Web Services Framework, en particular el seu Semàntic Web Services Language : un disseny d'estàndards de la indústria, basat principalment en una versió mitjanament madura de RuleML, el desenvolupament de la qual va ser finançat en part pel programa d'investigació DARPA Agent Markup Language (DAML) i l'esforç de recerca del WSMO. de la UE.
- Llenguatge de marcat matemàtic (MathML): Tanmateix, el marcatge de contingut de MathML és més adequat per definir funcions que no pas relacions o regles generals.
- Llenguatge de marcatge de models predictius (PMML): amb aquest llenguatge basat en XML es poden definir i compartir diversos models per als resultats de la mineria de dades, incloses les regles d'associació.
- Gramàtiques d'atributs en XML (AG-markup): Per a les regles semàntiques d'AG, hi ha diverses possibles marques XML que són similars al marcatge de la regla Horn
- Transformacions de llenguatge de fulls d'estil extensibles (XSLT): aquest és un sistema de regles de reescriptura de termes restringit, escrit en XML, per transformar documents XML en altres documents de text.[3]